# رولاندو مرینیو
رولاندو مرینیو (اسپانیایی: Rolando Meriño‎؛ زادهٔ ۷ فوریهٔ ۱۹۷۱) بازیکن بیسبال اهل کوبا بود.